# Liste des communautés autonomes d'Espagne
Quel est le nom des 17 communautes d'Espagne

## Données de 2024
| Classement | Nom                    | Population | Pourcentage | Superficie  | Pourcentage | Densité        |
| ---------- | ---------------------- | ---------- | ----------- | ----------- | ----------- | -------------- |
| 1er        | Andalousie             | 8 402 305  | 17,96 %     | 87 268 km2  | 17.2%       | 96,3           |
| 2e         | Catalogne              | 7 318 903  | 15,65 %     | 31 950 km2  | 6,3 %       | 229,1          |
| 3e         | Communauté de Madrid   | 6 454 440  | 13,80 %     | 8 022 km2   | 1,6 %       | 804,6          |
| 4e         | Communauté valencienne | 5 004 844  | 10,70 %     | 23 255 km2  | 4,6 %       | 215,2          |
| 5e         | Galice                 | 2 748 695  | 5,88 %      | 29 574 km2  | 5,8 %       | 93,52          |
| 6e         | Castille-et-León       | 2 494 790  | 5,33 %      | 94 223 km2  | 18,6 %      | 26,74          |
| 7e         | Pays basque            | 2 188 985  | 4,68 %      | 7 234 km2   | 1,4 %       | 302,97         |
| 8e         | Îles Canaries          | 2 104 815  | 4,50 %      | 7 447 km2   | 1,5 %       | 284,5          |
| 9e         | Castille-La Manche     | 2 078 611  | 4,44 %      | 79 463 km2  | 15,7 %      | 26,44          |
| 10e        | Région de Murcie       | 1 466 818  | 3,14 %      | 11 313 km2  | 2,2 %       | 130,11         |
| 11e        | Aragon                 | 1 325 385  | 2,83 %      | 47 719 km2  | 9,4 %       | 28,23          |
| 12e        | Îles Baléares          | 1 103 442  | 2,36 %      | 4 992 km2   | 1,0 %       | 222,69         |
| 13e        | Estrémadure            | 1 099 632  | 2,35 %      | 41 634 km2  | 8,2 %       | 26,52          |
| 14e        | Asturies               | 1 050 917  | 2,27 %      | 10 604 km2  | 2,1 %       | 100,73         |
| 15e        | Navarre                | 640 790    | 1,37 %      | 10 391 km2  | 2,1 %       | 62,02          |
| 16e        | Cantabrie              | 588 656    | 1,26 %      | 5 321 km2   | 1,0 %       | 111,24         |
| 17e        | La Rioja               | 319 002    | 0,68 %      | 5 045 km2   | 1,0 %       | 63,83          |
|            | Ceuta et Melilla       | 169 472    | 0,36 %      | 33 km2      | 0,01 %      | 5 414          |
| TOTAL      | TOTAL                  | 46 771 341 | 100 %       | 505 988 km2 | 100 %       | 93,14 hab./km2 |

## Données de 2005
| Classement | Nom                    | Population | Pourcentage | Superficie  | Pourcentage | Densité        |
| ---------- | ---------------------- | ---------- | ----------- | ----------- | ----------- | -------------- |
| 1er        | Andalousie             | 7 849 799  | 17,8 %      | 87 268 km2  | 17,2 %      | 89,95          |
| 2e         | Catalogne              | 6 506 440  | 15,9 %      | 32 114 km2  | 6,3 %       | 219,08         |
| 3e         | Communauté de Madrid   | 5 964 143  | 13,5 %      | 8 028 km2   | 1,6 %       | 745,98         |
| 4e         | Communauté valencienne | 4 692 449  | 10,6 %      | 23 255 km2  | 4,6 %       | 201,35         |
| 5e         | Galice                 | 2 762 198  | 6,3 %       | 29 574 km2  | 5,8 %       | 93,84          |
| 6e         | Castille-et-León       | 2 510 849  | 5,7 %       | 94 223 km2  | 18,6 %      | 26,67          |
| 7e         | Pays basque            | 2 124 846  | 4,8 %       | 7 234 km2   | 1,4 %       | 292,64         |
| 8e         | Îles Canaries          | 1 968 280  | 4,5 %       | 7 447 km2   | 1,5 %       | 269,36         |
| 9e         | Castille-La Manche     | 1 894 667  | 4,3 %       | 79 463 km2  | 15,7 %      | 23,91          |
| 10e        | Région de Murcie       | 1 335 792  | 3,0 %       | 11 313 km2  | 2,2 %       | 118,03         |
| 11e        | Aragon                 | 1 269 027  | 2,9 %       | 47 719 km2  | 9,4 %       | 26,62          |
| 12e        | Estrémadure            | 1 083 879  | 2,5 %       | 41 634 km2  | 8,2 %       | 26,05          |
| 13e        | Asturies               | 1 076 635  | 2,4 %       | 10 604 km2  | 2,1 %       | 101,91         |
| 14e        | Îles Baléares          | 983 131    | 2,2 %       | 4 992 km2   | 1,0 %       | 196,08         |
| 15e        | Navarre                | 593 472    | 1,3 %       | 10 391 km2  | 2,1 %       | 57,95          |
| 16e        | Cantabrie              | 542 275    | 1,3 %       | 5 321 km2   | 1,0 %       | 101,91         |
| 17e        | La Rioja               | 301 084    | 0,7 %       | 5 045 km2   | 1,0 %       | 59,81          |
|            | Ceuta et Melilla       | 140 764    | 0,3 %       | 33 km2      | 0,01 %      | 4 497,25       |
| TOTAL      | TOTAL                  | 44 108 530 | 100 %       | 505 988 km2 | 100 %       | 87,41 hab./km2 |